# Accademia di agricoltura di Torino
L'Accademia di agricoltura di Torino si pone come obiettivo quello di "promuovere in campo nazionale il progresso delle scienze agrarie e di tutte le materie interdisciplinari ad esse inerenti" (tratto dallo statuto approvato con decreto del presidente della Repubblica del 14 settembre 1984).

## Storia
Venne fondata, con il nome di  Società agraria, il 24 maggio 1785, per rescritto sovrano di Vittorio Amedeo III di Savoia, re di Sardegna, ad opera di un gruppo di studiosi, scienziati e ricercatori di stampo illuminista, tra i quali Sebastiano Giraud, Vincenzo Virginio, Carlo Giulio, Benedetto Bonvicino.

Come chiaramente indicato nel testo del primo Statuto, l'intento della Società era quello di "promuovere a pubblico vantaggio la coltivazione dei terreni situati principalmente nei felici domini di S.M., secondo le regole opportune e convenevoli alla loro diversa natura", rinnovando le tecniche agrarie e dando un impulso alla sperimentazione agricola.

Nel 1788 Vittorio Amedeo III concesse alla Società la qualifica di "reale", attributo che essa perse sotto la dominazione di Napoleone. Durante questo periodo fu comunque molto attiva, sia nella sperimentazione agricola, sia fornendo al governo centrale francese notizie e pareri su coltivazioni e zootecnie locali.

Nel 1843 Carlo Alberto le riconobbe il titolo di Reale accademia di agricoltura.

Dopo il triste periodo degli anni 1865-1870 durante i quali, come Società agraria, venne aggregata al museo industriale, tornò ad essere un'accademia indipendente.

Tra i soci dell'Accademia: Michele Buniva, Giovanni Battista Balbis, Ignazio Michelotti, Luigi Granata, Amedeo Avogadro, Ascanio Sobrero, Galileo Ferraris, Justus von Liebig, Louis Pasteur, Camillo Cavour e Luigi Einaudi.

### Presidenti
- Adalberto Pallavicini delle Frabose, 1785-1786
- Tommaso Valperga Caluso, 1787-1793
- Gian Pietro Maria Dana, 1794-1800
- Michele Buniva, 1800-1802
- Benedetto Bonvicino, 1803-1804
- Giuseppe Nuvolone Pergamo, 1805-1806
- Michele Buniva, 1807-1809
- Antonio Maria Vassalli-Eandi, 1810-1811
- Giovanni Battista Balbis, 1811-1814
- Conte Piossasco di Scalenghe, 1816-1818
- Agostino Lascaris di Ventimiglia, 1819-1835
- Luigi Francesetti di Mezzenile, 1836-1838
- Tommaso Valperga di Civrone, 1839-1842
- Gian Battista Marone, 1843-1849
- Carlo Maria Despine, 1850-1858
- Ferdinando Arborio di Breme, 1858-1862
- Emilio Balbo Bertone di Sambuy, 1863-1871
- Ascanio Sobrero, 1872-1887
- Alfonso Cossa, 1888-1897
- Giulio Fettarappa, 1897-1901
- Mario Zecchini, 1902-1908
- Oreste Mattirolo, 1908-1940
- Adriano Tournon, 1940-1945
- Beniamino Peyronel (commissario), 1945-1949
- Adriano Tournon, 1949-1963
- Paolo Thaon di Revel, 1963-1971
- Agostino Gazzola di Cereto, 1971-1974
- Giovanni Donna D'Oldenico, 1974-1982
- Ettore Castellani, 1982-1989
- Pier Luigi Ghisleni, 1989-1995
- Armando Gobetto, 1995-1998
- Silvano Scannerini, 1998-2005
- Renata Allio, 2005-2008
- Orazio Sappa, 2008-2010
- Pietro Piccarolo, 2010 - in carica[1]

## Attività
L'attività dell'Accademia comprende la ricerca scientifica e sperimentale, conferenze, lezioni, congressi, esposizioni, mostre, pubblicazioni, raccolta di documentazione.

A partire dalla fine del XVIII secolo e per tutto il XIX e oltre, la Società sviluppò un'importante attività formativa per gli agricoltori utilizzando prima il cosiddetto "Orto sperimentale della Crocetta" e poi un altro terreno situato nella zona del Valentino (sempre a Torino) che venne utilizzato fino agli anni venti del XX secolo.

Nel 1927 l'Accademia entrò in possesso di un podere di circa 30 ettari, formato da terreni circostanti l'abbazia di Vezzolano ad Albugnano (in provincia di Asti). Oggi tale azienda viene utilizzata per studi ed esperimenti dall'Istituto per la meccanizzazione agricola del CNR.

La biblioteca dell'Accademia di agricoltura di Torino, che comprende molti documenti e volumi risalenti al XVIII e al XIX secolo, nell'ambito della sua specializzazione è la seconda in Italia, dopo quella dell'Accademia dei Georgofili di Firenze.

Nella biblioteca è inoltre conservato l'archivio storico che comprende tutti i documenti redatti dall'Accademia, i verbali delle assemblee, la corrispondenza, la documentazione sui soci, le raccolte di pareri, dalla sua fondazione al 1950.

## Ubicazione
L'Accademia ha sede in via Andrea Doria, 10 a Torino, nel palazzo che fu proprietà del conte Giuseppe Corbetta Bellini di Lessolo (1826-1885).